# República Soviética del Norte del Cáucaso
La República Soviética del Cáucaso Septentrional (en ruso: Се́веро-Кавка́зская Сове́тская Респу́блика) fue una efímera república soviética que buscaba consolidar el poder bolchevique en el Cáucaso septentrional. Estaba formada por la unión de sus predecesoras del Mar Negro y Kubán, Stávropol y Térek. Proclamada el 7 de junio de 1918 con capital en Yekaterinodar, pero el 17 de agosto el Ejército de Voluntarios de Antón Denikin capturó la ciudad, debiendo ser nombrada Piatigorsk como nueva sede de gobierno. 
El 21 de octubre el comandante militar en la región, el eserista de izquierda Iván Sorokin fusiló a todos los miembros de los comités central y territorial de la república, motivo por el cual fue arrestado nueve días después para acabar muriendo en prisión. En diciembre el Comité Ejecutivo Central de Todas Las Rusias la declaró oficialmenta abolida, cuando la mayoría de su territorio estaba en poder blanco. Su segunda y última capital sería capturada el 20 de enero de 1919 por el ejército de Denikin, quien en una impresionante campaña también se hizo con Grozni (26 de enero) y Vladikavkaz (31 de enero), tomando más de 50.000 prisioneros bolcheviques, principalmente chechenos e ingusetios (estas tribus habían permanecido en relativa calma durante 1918, pero con las victorias de Denikin y la inclinación de balanza del poder regional a favor de los osetios y cosacos se dedicaron a debilitar con guerrillas la retaguardia blanca, contribuyendo a la victoria roja final el 30 de marzo de 1920, cuando el general Mijaíl Tujachevski entró en Vladikavkaz y se hizo con toda la región).